# The Jam
The Jam foi uma banda de punk rock/mod revival britânica formada em 1972 por Bruce Foxton (baixo), Steve Brookes (guitarra), Rick Buckler (bateria) e Paul Weller (vocais). A banda se valeu de uma variedade de influências estilísticas ao longo de sua carreira, incluindo influências dos anos 1960 como música beat, soul, rhythm and blues e rock psicodélico, bem como o punk rock e a new wave dos anos 1970. Entre suas influências estavam bandas como The Beatles, The Kinks e The Who. Especialmente no primeiro álbum, havia uma certa semelhança musical com o The Clash.

## História
Em 1972, a banda é formada em Woking, Surrey. Logo no início Brookes saiu da banda, que começou a se apresentar nos arredores de Londres.
Em 1977 o Jam assinou um contrato com a Polydor Records e lançou seu primeiro compacto, "In The City", seguido por um álbum homônimo, que misturava influências mod e punk com as composições de Weller e versões de clássicos do R&B.
O Jam não conseguiu muito sucesso nos Estados Unidos, embora fossem superastros em sua terra natal, especialmente depois de tocar no Reading Festival em 1978.
Paul Weller decidiu acabar com a banda no final de 1982, enquanto ainda estavam no auge da popularidade.

## Discografia
Álbuns de estúdio
- 1977 - In the City
- 1977 - This Is the Modern World
- 1978 - All Mod Cons
- 1979 - Setting Sons
- 1980 - Sound Affects
- 1982 - The Gift

Álbuns ao vivo
- 1982 - Dig The New Breed
- 1993 - Live Jam
- 2002 - The Jam At The BBC

Compilações
- 1983 - Concrete Snap!
- 1991 - Greatest Hits
- 1992 - Extras
- 1996 - The Jam Collection
- 1997 - Direction, Reaction, Creation
- 1997 - The Very Best of the Jam
- 1999 - Fire and Skill: The Songs of the Jam
- 2001 - 45 rpm: The Singles, 1977-1979
- 2001 - 45 rpm: The Singles, 1980-1982
- 2002 - The Sound of the Jam
- 2006 - Snap!